# José Poy
José Poy (Rosário, 11 de abril de 1926 — São Paulo, 8 de fevereiro de 1996) foi um treinador e futebolista argentino que atuou como goleiro.
Faleceu devido a um câncer da próstata.

## Carreira

### Jogador
José Poy chegou ao São Paulo em 1948, vindo do Rosário Central, da Argentina, mas só firmou-se como titular em 1950.[carece de fontes?]
Teve seu nome cotado para a Seleção Brasileira na Copa do Mundo FIFA de 1954, mesmo sendo argentino. A imprensa pressionou, os dirigentes chegaram a consultá-lo sobre a eventual naturalização, mas a ideia acabou não vingando.
Encerrou a carreira em 1962 para se tornar treinador. 

### Fora dos campos
Fora dos gramados, o goleiro teve grande importância para o São Paulo, clube do qual ainda é ídolo. Ajudou a construir o Estádio do Morumbi, vendendo títulos de cadeira cativa, a principal fonte de renda para a obra até 1968 — teria vendido mais de oito mil cativas, e foi constantemente usado como garoto propaganda pelo clube.
Dirigiu o próprio do time do São Paulo diversas vezes, entre 1964 e 1982, tendo sido campeão paulista em 1975, vice nacional em 1971 e em 1973, vice da Libertadores em 1974 e vice paulista em 1982. Comandou o time por 422 partidas, sendo o terceiro técnico que mais treinou o Tricolor do Morumbi.
Também é ídolo do XV de Jaú, pelos anos em que lá trabalhou. Em 1994, salvou o time da queda para a Série A3 e, no ano seguinte, conseguiu o acesso à Primeira Divisão. Nas cinco últimas partidas da campanha, já estava doente, mas dirigiu a equipe em uma cadeira de rodas.

## Entrevistas
Em 1993, José forneceu uma entrevista ao Museu da Pessoa, que quando indagado sobre o motivo de inicialmente não desejar atuar na posição de goleiro responde com tom descontraído e alegre.
"Olha, a paixão de todo goleiro é marcar gol, não sei se você sabe, é isso mesmo. A paixão de todo goleiro... Pois pode perguntar todos os goleiros antigos ou de hoje, todos eles têm a paixão de jogar na linha e marcar um gol."— José Poy Em entrevista ao Museu da Pessoa

## Títulos

### Como jogador
São Paulo
- Campeonato Paulista: 1949, 1953 e 1957[10]

### Como treinador
São Paulo
- Campeonato Paulista: 1975